# Itaperuçu
Itaperuçu ist ein brasilianisches Munizip im Südosten des Bundesstaats Paraná knapp 40 km nördlich der Hauptstadt Curitiba. Es hat 31.217 Einwohner (2022), die sich Itaperuçuenser nennen. Seine Fläche beträgt 321 km². Es liegt 974 Meter über dem Meeresspiegel.

## Etymologie
Itaperuçu ist ein Wort indigenen Ursprungs. Wörtlich bedeutet es Weg des großen Steins. Ita = Stein; Peru = herstellen und ussu = groß. Der Hinweis wird mit der geologischen Formation der Region erklärt, nach der die Indianer durch den Ort zogen, wo es eine große Fläche mit Araukarien und einen See mit gutem Wasser gab. Dagegen führt der Tupinologe Eduardo de Almeida Navarro den Namen zurück auf ‘y + taper/a + -usu in der Bedeutung von großes verfallenes Haus oder Brachland am Fluss.

## Geschichte

### Besiedlung
Itaperuçu wurde ursprünglich von Familien italienischer Herkunft und später von Hausierern arabischer Herkunft bewohnt. Die überwiegend landwirtschaftlich geprägte Region ist auch in der Mineraliengewinnung tätig, insbesondere durch den Betrieb von Zement- und Kalksteinwerken. Ein weiterer Sektor, der sich in den letzten Jahren stark entwickelt hat, ist die Gewinnung und Verarbeitung von Holz.

### Erhebung zum Munizip
Itaperuçu wurde durch das Staatsgesetz Nr. 9437 vom 9. November 1990 aus Rio Branco do Sul ausgegliedert und in den Rang eines Munizips erhoben. Es wurde am 1. Januar 1993 als Munizip installiert.

## Geografie

### Fläche und Lage
Itaperuçu liegt auf dem Primeiro Planalto Paranaense (der Ersten oder Curitiba-Hochebene von Paraná). Seine Fläche beträgt 321 km². Es liegt auf einer Höhe von 974 Metern.

### Vegetation
Das Biom von Itaperuçu ist Mata Atlântica.

### Klima
Das Klima ist gemäßigt warm. Es werden hohe Niederschlagsmengen verzeichnet (1574 mm pro Jahr). Im Jahresdurchschnitt liegt die Temperatur bei 17,3 °C. Die Klimaklassifikation nach Köppen und Geiger lautet Cfb.

### Gewässer
Itaperuçu liegt im Einzugsgebiet des Rio Ribeira. Dessen linker Quellfluss Rio Ribeirinha bildet die nordwestliche Grenze des Munizips. Die westliche Grenze bildet der rechte Ribeiraquellfluss Rio Açungui, der das Munizip anschließend im Nordwesten durchquert. Zu ihm fließt auf der südlichen Grenze der Rio Betara, dessen rechter Nebenfluss Rio Tacaniça das Munizip etwa mittig von Ost nach West durchquert.

### Straßen
Itaperuçu liegt an der PR-092 von Curitiba im Süden nach Cerro Azul im Norden.

### Nachbarmunizipien
| Castro                      | Cerro Azul                                  | Rio Branco do Sul |
|                             | Kompassrose, die auf Nachbargemeinden zeigt |                   |
| Campo Largo und Campo Magro | Almirante Tamandaré                         |                   |

## Stadtverwaltung
Bürgermeister: Neneu José Artigas, PDT (2021–2024)
Vizebürgermeister: Edilson Macadame, PSB (2021–2024)

## Demografie

### Bevölkerungsentwicklung
| Jahr | Einwohner | Stadt | Land |
| ---- | --------- | ----- | ---- |
| 2000 | 19.344    | 84 %  | 16 % |
| 2010 | 23.887    | 84 %  | 16 % |
| 2022 | 31.217    |       |      |

Quelle: IBGE (2011) und Volkszählung 2022

### Ethnische Zusammensetzung
| Gruppe * | 2000    | 2010    | wer sich als …                                                                   |
| --- | ------- | ------- | -------------------------------------------------------------------------------- |
| Weiße | 54,6 %  | 63,3 %  | weiß bezeichnet                                                                  |
| Schwarze | 1,5 %   | 1,2 %   | schwarz bezeichnet                                                               |
| Gelbe | 0,0 %   | 0,6 %   | von fernöstlicher Herkunft wie japanisch, chinesisch, koreanisch etc. bezeichnet |
| Braune | 42,9 %  | 34,8 %  | braun oder als Mischung aus mehreren Gruppen bezeichnet                          |
| Indigene | 0,3 %   | 0,1 %   | Ureinwohner oder Indio bezeichnet                                                |
| ohne Angabe | 0,6 %   | 0,0 %   |                                                                                  |
| Gesamt | 100,0 % | 100,0 % |                                                                                  |
| *) Anmerkung: Das IBGE verwendet für Volkszählungen ausschließlich diese fünf Gruppen. Es verzichtet bewusst auf Erläuterungen. Die Zugehörigkeit wird vom Einwohner selbst festgelegt. |         |         |                                                                                  |

Quelle: IBGE (Stand: 1991, 2000 und 2010)

## Wirtschaft

### Kennzahlen
Mit einem Bruttoinlandsprodukt pro Einwohner von 18.132,03 R$ (rund 4.000 €) lag Itaperuçu 2019 an 370. Stelle der 399 Munizipien Paranás.
Sein mittelhoher Index der menschlichen Entwicklung von 0,637 (2010) setzte es auf den 374. Platz der paranaischen Munizipien.